# Kinsky

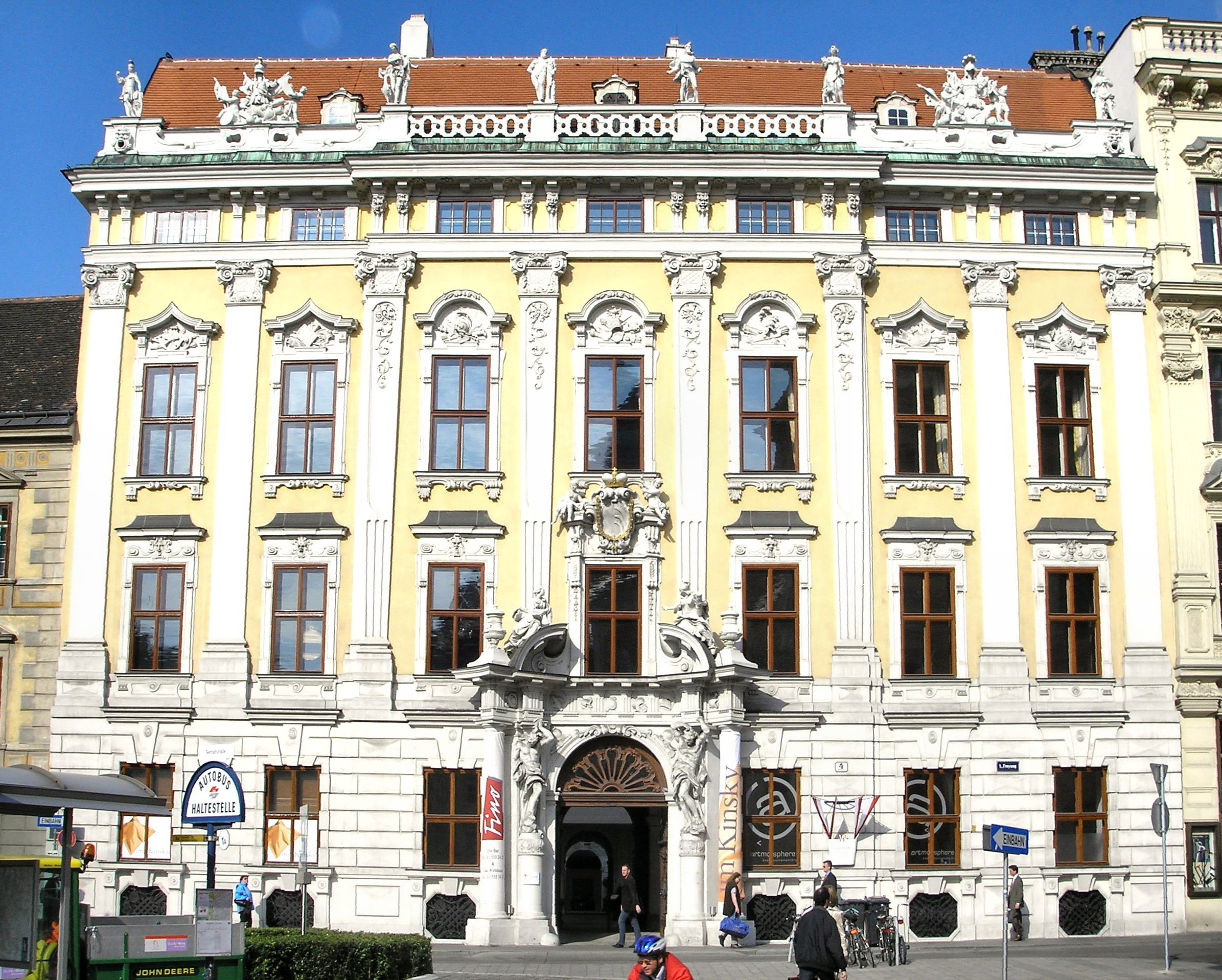
Pałac Kinskich w Wiedniu

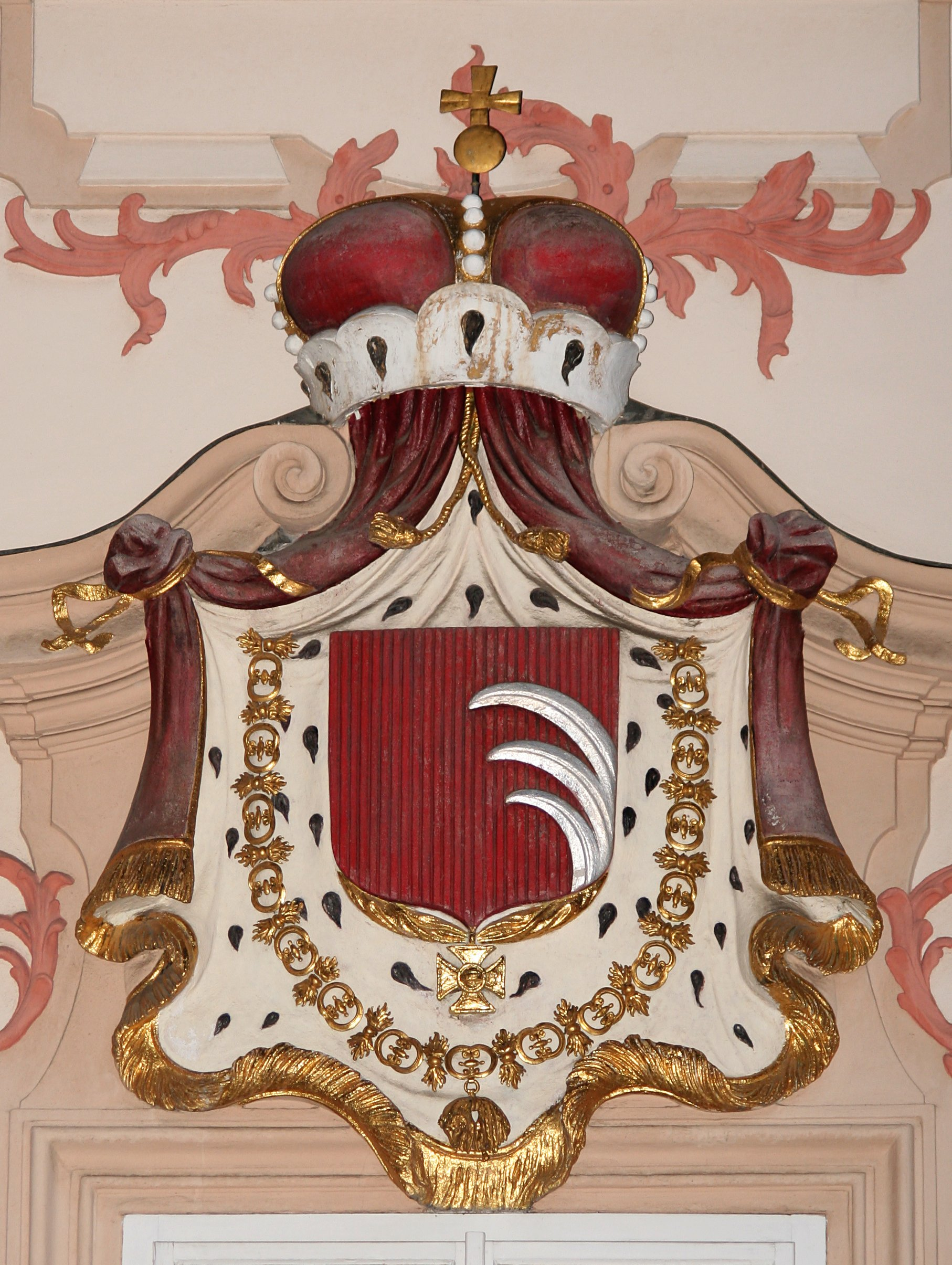
Herb rodu Kinsky na fasadzie Palais Kinsky w Pradze

Kinsky (cze. Kinští, niem. Kinsky, pol. Kinscy) – czesko-austriacki ród arystokratyczny, poświadczony źródłowo od 1150.
W roku 1784 hrabina Rosa von Kinsky odziedziczyła wspaniały pałac w Wiedniu, zbudowany w latach 1713–1716 przez Johanna Lucasa von Hildebrandta. Budowlę zamówił hrabia Philipp Wirich von Daun, który też był pierwszym lokatorem pałacu. W 1764 roku pałac przejął hrabia Khevenhüller, a w 1784 – rodzina Kinskich (dlatego dziś znany jest on jako Pałac Kinskich). Rodzina Kinsky była również posiadaczami barokowego Pałacu Kinsky w Pradze i średniowiecznej czeskiej fortecy – Zamku Choceň, przebudowanego w XIX wieku w stylu neogotyckim.

## Członkowie rodu Kinsky
- Wilhelm von Kinsky(inne języki) (1574–1634), czeski mediator
- Franz Ulrich von Kinsky(inne języki) (1634–1699), czeski dyplomata i polityk
- Franz Ferdinand Kinsky (1678–1741), austriacki dyplomata
- Stephan Wilhelm Kinsky (1679–1749), austriacki dyplomata
- Philipp Joseph Kinsky (1700–1749), austriacki dyplomata
- Maria Rosa Aloisia Katharina von Kinsky (1783–1802), właścicielka dóbr Inzersdorf (dziś Wiedeń)
- Oktavian von Kinsky(inne języki) (1813–1896)
- Rudolf, książę Kinsky(inne języki) (1802–1836)
- Franziska Kinsky von Wchinitz und Tettau (1813–1881), księżna Liechtensteinu
- Ferdinand Bonaventura von Kinsky(inne języki) (1834–1904), szlachcic
- Bertha von Suttner (1843–1914), austriacka pisarka i dziennikarka
- Maria Rességuier (ur. 1849), austriacka działaczka społeczna i filantropka
- Ferdinand von Kinsky(inne języki) (* 1934), niemiecki politolog
- František Oldřich Fürst Kinský von Wchinitz und Tettau(inne języki) (1936–2009)
- Marie Kinsky von Wchinitz und Tettau (1940–2021), księżna Liechtensteinu
- Karl-Maria Kinsky(inne języki) (* 1955), aktor austriacki
- Karl Fürst Kinsky von Wchinitz und Tettau (*1963)